# Бодмерея
Бодмере́я (нем. Bodmerei) — заём под залог судна, фрахта и груза, получаемый от их владельцев капитаном судна в случае острой потребности в денежных средствах для совершения рейса.
Фактически имеет место залог имущества судовладельца, поэтому такой договор заключается капитаном судна в случае крайней необходимости в денежных средствах для завершения рейса, если связь с владельцем судна и груза невозможна и нет других способов получить деньги, например использовать кредит судовладельца. В случае гибели судна заимодатель теряет право на возмещение предоставленных им сумм, поэтому по займу этого типа устанавливается обычно более высокий процент, чем по обычному займу. В соответствии с договором морского страхования бодмерея подлежит распределению по правилам общей аварии.